# Andrew Schoeppel

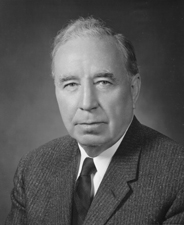
Andrew Schoeppel

Andrew Frank Schoeppel (* 23. November 1894 im Barton County, Kansas; † 21. Januar 1962 in Bethesda, Maryland) war ein US-amerikanischer Politiker und von 1943 bis 1947 der 29. Gouverneur von Kansas. Außerdem vertrat er diesen Bundesstaat im US-Senat.

## Frühe Jahre und politischer Aufstieg
Schoeppel besuchte bis 1915 die Ransom High School und anschließend die University of Kansas. Er brach sein Studium aber vorzeitig ab, um sich während des Ersten Weltkrieges einer Marinefliegereinheit anzuschließen. Nach dem Krieg setzte er seine Ausbildung fort. Im Jahr 1922 machte er an der University of Nebraska sein juristisches Examen. Nach seiner Zulassung als Anwalt ließ er sich in Ness City als Anwalt nieder. Dort machte er auch eine politische Karriere. Er war Anwalt der Stadt, Gemeinderat und schließlich auch Bürgermeister. Im Jahr 1939 wurde Schoeppel Vorsitzender der Kansas Corporation Commission. Dieses Amt behielt er vier Jahre lang. Im Jahr 1942 wurde er als Kandidat der Republikanischen Partei zum neuen Gouverneur von Kansas gewählt.

## Gouverneur von Kansas
Schoeppels Amtszeit begann am 11. Januar 1943 und endete, nach einer erfolgreichen Wiederwahl im Jahr 1944, vier Jahre später am 13. Januar 1947. Bei seinem Amtsantritt war der Zweite Weltkrieg noch in vollem Gange. Das bedeutete für den Gouverneur, dass er die Kriegsanstrengungen der Bundesregierung unterstützen musste. Es mussten Soldaten gemustert und rekrutiert werden, und die Industrie musste auf Hochtouren Rüstungsgüter produzieren. Nach dem Ende des Krieges im Jahr 1945 musste die Industrieproduktion wieder auf den zivilen Bedarf umgestellt werden. Die heimkehrenden Soldaten mussten wieder in die Gesellschaft eingegliedert und die Verletzten mussten versorgt werden. Unabhängig von diesen kriegsbedingten Vorgängen wurden unter Gouverneur Schoeppel die Bauvorschriften geändert, das Wahlgesetz modifiziert, ein staatsweites allgemeines Schulprogramm erlassen, und die finanziellen Voraussetzungen für ein Wohlfahrtsprogramm geschaffen.

## Weiterer Lebenslauf
Nach dem Ende seiner Amtszeit zog Schoeppel nach Wichita, wo er als Anwalt tätig war. Dann wurde er in den US-Senat in Washington, D.C. gewählt, in dem er von 1949 bis zu seinem Tod im Jahr 1962 verblieb. Während dieser Zeit war er zwischen 1959 und 1961 Vorsitzender des National Republican Senatorial Committee.